# Arthur Martin (journaliste)
Pour les articles homonymes, voir Arthur Martin (homonymie) et Martin.
Arthur Martin (1855-1907) est un journaliste français, rédacteur en chef du Courrier du Pas-de-Calais à Arras.

## Un journaliste catholique conservateur
Arthur Martin naît le 16 juin 1855 à Bar-sur-Aube (Aube).
Il travaille à partir de 1879 pendant neuf ans au journal La Vraie France, publié à Lille (Nord). C’est une publication royaliste, légitimiste et catholique. Il collabore ensuite pendant dix-neuf ans au Courrier du Pas-de-Calais, dont il est rédacteur en chef. 
Le Courrier du Pas-de-Calais est un quotidien catholique édité à Arras (Pas-de-Calais). Héritier d’une feuille d’annonces lancée sous le Consulat, le journal s’engage en politique. Il est successivement orléaniste, bonapartiste puis royaliste. Il s’affiche comme « ami de l’ordre et de la légalité ».
Arthur Martin défend des positions conservatrices, favorables à l’ordre, opposées à la République et parfois à connotation antisémite. Ainsi, après les affrontements meurtriers du 1er mai 1891 à Fourmies (Nord), il condamne « l'esprit épais et férocement égoïste de la bourgeoisie républicaine » et excuse l'armée, accusée d’être responsable de la fusillade. Il met en cause, en des termes très proches de ceux de l’écrivain Édouard Drumont, des fonctionnaires : « Il y a, dans le drame sanglant de Fourmies, un acteur qu’il est nécessaire de mettre en pleine lumière : c’est le sous-préfet d’Avesnes, un sieur Isaac, un juif pur sang. Un peu plus haut dans la hiérarchie administrative, nous trouvons un autre sémite, ou du moins semi-sémite, M. Vel-Durand, préfet du Nord ». Il est cependant non clérical.
Les éditoriaux d’Arthur Martin sont fréquemment cités dans la presse nationale : « c'était un journaliste de grande classe ». Après son décès le 14 janvier 1907 à la suite d'une attaque d’apoplexie survenue dans son bureau, il fait l’objet d’hommages notamment de Gaston Calmette (Le Figaro) et d’Édouard Drumont.

## Une famille engagée
Arthur Martin aura quatre enfants. D’un premier mariage : 
- Henri, médecin, meurt en 1913,
- Albert, juriste, décède des suites d’une maladie contractée pendant la Première Guerre mondiale.

Arthur épouse en secondes noces en 1898 Henriette Martin-Le Dieu à Arras, professeure de piano, qui élèvera leurs deux filles après sa disparition en travaillant au pensionnat Jeanne d’Arc d’Arras puis, à partir de la guerre et de l’évacuation des civils de la ville d’Arras, au lycée Molière à Paris : 
- Lucie (née en 1898) travaille à la Société des Nations à Genève (Suisse). Elle épouse en 1921 Adam Rosé (1895-1951), diplomate puis ministre en Pologne,
- Marietta (1902-1944), écrivain, est active dans la Résistance à l’occupation nazie, notamment en contribuant au journal La France continue.

Henriette Martin-Le Dieu et Lucie Adam-Rosé publieront toutes deux des biographies de Marietta Martin dans lesquelles elles évoquent la vie d’Arthur Martin.